# Protupravnost
Protupravnost označava da se nekim ponašanjem krši određena pravna norma. U kaznenom pravu protupravnost je (uz ljudsku radnju, biće kaznenog djela i krivnju) jedan od formalnih elemenata kaznenog djela. U teoriji kaznenog prava protupravnost se dijeli na formalnu i materijalnu. Formalna protupravnost je ostvarenje bića kaznenog djela, odnosno ostvarenje zakonskog opisa kaznenog djela opisanog u nekoj od dispozicija posebnog dijela kaznenog zakona, a materijalna protupravnost je ostvarenje protupravnosti na društveno štetan način. Postoje razlozi koji dovode do isključenja protupravnosti određenog ponašanja ili izostanka sankcije, unatoč tome što su ispunjena obilježja određenog kaznenog djela.
Razlozi isključenja protupravnosti po Kaznenom zakonu Republike Hrvatske su beznačajno djelo, nužna obrana, krajnja nužda, sila ili prijetnja i zakonita uporaba sredstava prisile.